# Les Montets
Les Montets es una comuna suiza del cantón de Friburgo, situada en el distrito de Broye. Limita al norte con las comunas de Estavayer-le-Lac, Sévaz y Bussy, al este con Cugy, al sureste con Ménières, al sur con Valbroye (VD), al suroeste con Nuvilly y Murist, y al oeste con Lully.

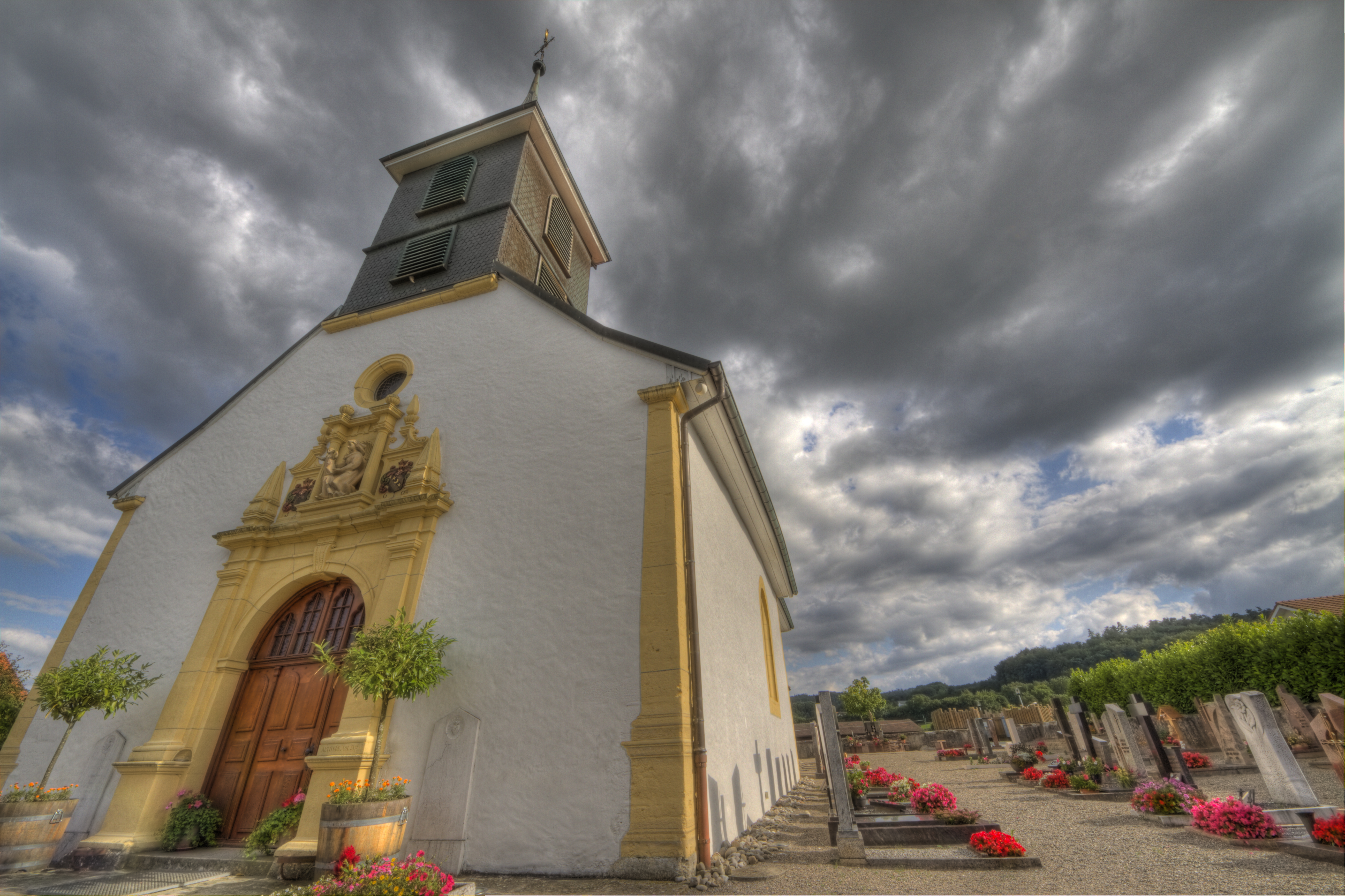
Iglesia de Les Montets.